# Cryptoblepharus litoralis
Cryptoblepharus litoralis är en ödleart som beskrevs av  Mertens 1958. Cryptoblepharus litoralis ingår i släktet Cryptoblepharus och familjen skinkar. Inga underarter finns listade i Catalogue of Life.